# Epistola Posteritati
Epistola Posteritati (Lettera ai posteri) è una lettera scritta da Francesco Petrarca, considerata una delle sue opere più personali e significative. In essa, il poeta realizza un autoritratto morale e fisico che intende consegnare alle generazioni future, seguendo un tratto distintivo della cultura umanistica che esalta l’individualità e il prestigio personale, concetti che diverranno centrali nell'età dell'Umanesimo.

## Contesto e differenze con Dante
Rispetto al contemporaneo Dante Alighieri, che nei suoi scritti autobiografici (come la Divina Commedia) adotta una prospettiva universale e sub specie aeternitatis, Petrarca pone un'enfasi molto diversa sul prestigio del singolo uomo e sulle sue qualità personali. Mentre Dante racconta la sua vita alla luce della fede cristiana e in un'ottica di salvezza, Petrarca cerca di immortalare se stesso in un ritratto fuori dal tempo, meno legato alla fede, più concentrato sulla propria figura.

## Struttura e contenuto dell'Epistola
L’opera si divide in due parti principali.
Nella prima, Petrarca si descrive in termini fisici e morali, enfatizzando una sorta di modestia letteraria (tipico topos dell’epoca), definendosi «uno del vostro gregge» e «omiciattolo mortale». Passa quindi a descrivere il proprio aspetto fisico: corporatura robusta, carnagione tra il bianco e il bruno, occhi vivaci. Anche i segni della vecchiaia sono descritti con dettagli accurati, come il calo della vista dopo i sessant’anni e la necessità di ricorrere agli occhiali, all'epoca oggetto raro e sofisticato.
La seconda parte dell'Epistola Posteritati è dedicata alla sua biografia, giungendo fino al 1351: Petrarca narra della propria nascita ad Arezzo, degli studi tra Carpentras, Montpellier e Bologna, del ritorno ad Avignone e dell’incoronazione poetica.

## L'uomo e i vizi
Petrarca non si sottrae dal raccontare i propri vizi e debolezze, tra cui la vanità della giovinezza e un certo cedimento ai piaceri dei sensi, per i quali si pente profondamente, attribuendo la propria redenzione agli insegnamenti ricevuti e alla fede in Dio. Nonostante questi ammetta alcuni vizi, Petrarca sottolinea di non essere mai caduto preda della superbia o della violenza, mentre accenna all’invidia subita, specie dopo il conseguimento dell’alloro poetico.

## Influenza dell'Umanesimo
Con l'Epistola Posteritati, Petrarca inaugura un nuovo filone culturale che si rivolgerà al mondo classico come modello. La sua descrizione di sé si ricollega infatti alle Vite parallele di Plutarco e al De viris illustribus di Svetonio. Petrarca si iscrive nel novero degli uomini illustri, erigendo un ritratto che celebra non tanto gesta eroiche o militari, quanto la produzione letteraria e il pensiero.
L'innovazione dell'Epistola Posteritati sta nel suo intento di rivolgersi non solo agli uomini del suo tempo, ma anche alle generazioni future, tracciando un’idea della fama personale che anticipa lo spirito del Rinascimento, dove il singolo individuo e la sua opera diventano centrali e degni di memoria duratura.